# Họ Âu thạch nam
Họ Âu Thạch nam hay họ Đỗ quyên (danh pháp khoa học: Ericaceae) là một họ trong thực vật có hoa bao gồm khoảng 124-135 chi và 4.250 loài, chủ yếu là các loài cây ưa thích môi trường đất chua. Họ Ericaceae bao gồm một số loài cây sinh sống chủ yếu trong các khu vực có khí hậu ôn đới như nam việt quất, việt quất, Âu thạch nam, Âu thạch nam trắng, đỗ quyên, khô v.v.
Nghiên cứu di truyền học gần đây do Angiosperm Phylogeny Group tiến hành đã cho kết quả là các họ trước đây được công nhận là Empetraceae, Epacridaceae, Monotropaceae, Prionotaceae và Pyrolaceae nên được gộp vào họ Ericaceae. Phần lớn họ Ericaceae, ngoại trừ các loài thuộc các họ cũ Monotropaceae, Prionotaceae và Pyrolaceae, tạo thành quan hệ cộng sinh nấm Âu thạch nam (ericoid mycorrhiza). Quan hệ cộng sinh này được cho là cốt yếu đối với thành công của các thành viên thuộc họ này trong các môi trường đất đai sinh sống chua trên khắp thế giới (Cairney và Meharg, 2003).

## Phân loại
Họ này có thể chia ra làm 8-9 phân họ như sau:
- Enkianthoideae: 1 chi, 16 loài. Đông Nam Á, Trung Quốc, Nhật Bản.
- Monotropoideae: 14 chi, 55 loài. Bắc bán cầu, chủ yếu là ôn đới. Nếu tách Pyroloideae như một phân họ riêng với 4 chi và khoảng 40 loài thì phân họ này chỉ chứa 10 chi với khoảng 15 loài.
- Arbutoideae: 1-6 chi, khoảng 80 loài, riêng chi Arctostaphylos khoảng 60 loài. Ôn đới ấm, đặc biệt tại tây nam Bắc Mỹ và khu vực Địa Trung Hải.
- Cassiopoideae: 1 chi (Cassiope), 12-17 loài. Cận vòng Bắc cực.
- Ericoideae: 19 chi, 1.790 loài. Các chi đa dạng nhất: Rhododendron (khoảng 850 loài khi gộp cả Azalea, Ledum, Menziesia, Tsusiophyllum), Erica (trên 765 loài, với trên 600 loài có mặt tại khu vực South Cape: bao gồm cả Philippia v.v). Đa dạng nhất tại miền nam châu Phi và Malesia tới Đông Nam Á, nói chung từ Bắc bán cầu tới miền nam Nam Mỹ, bao gồm cả Tristan da Cuhna và quần đảo Falkland.
- Harrimanelloideae: 1 chi (Harrimanella), 2 loài. Tại khu vực cận vòng Bắc cực.
- Styphelioideae = Epacridoideae: 35 chi, 545 loài. Đa dạng nhất là Leucopogon (230 loài, nhưng có lẽ cần chia tách), Dracophyllum (50 loài), Epacris (45 loài). Australasia, Chile (Lebetanthus). Phân họ này hiện được một số nhà phân loại học chia thành các tông như Prionoteae, Archerieae, Oligarrheneae, Cosmelieae, Richeeae, Epacrideae, Styphelieae.
- Vaccinioideae: Khoảng 50 chi với 1.580 loài. Các chi đa dạng nhất có bầu nhụy hạ như Vaccinium (450 loài), nhưng tại Đông Nam Á thì chi Agapetes (khoảng 400 loài, bao gồm nhiều loài phân loại trong chi Vaccinium), Dimorphanthera (khoảng 85 loài) có quan hệ chị-em với Paphia (18 loài), từng là một phần của chi Agapetes, nhưng không có mối quan hệ trực tiếp với nó, trong khi tại vùng nhiệt đới châu Mỹ thì đa dạng nhất là Cavendishia (155 loài), Psammisia (60 loài), Thibaudia (60 loài), Macleania (55 loài) và Gaylussacia (50 loài). Phần còn lại: Gaultheria (235 loài, bao gồm cả Pernettya, Diplycosia, Tepuianthus). Bắc bán cầu, Malesia và vùng núi Trung và Nam Mỹ, Australia (Queensland), một ít tại châu Phi.

### Các chi
| - Acrotriche - Agapetes (bao gồm cả Corallobotrys, Desmogyne, Pentapterygium) - Agarista - Allotropa - Andersonia - Andromeda - Aniserica - Anthopteropsis - Anthopterus - Arbutus - Archeria - Arctostaphylos (bao gồm cả Arctous, Schizococcus, Xylococcus) - Astroloma - Bejaria (bao gồm cả Befaria) - Botryostege - Brachyloma - Bruckenthalia - Bryanthus - Calluna - Cassiope - Cavendishia (bao gồm cả Polyboea, Proclesia, Socratesia) - Ceratiola - Ceratostema (bao gồm cả Englerodoxa, Periclesia, Siphonostema) - Chamaedaphne (bao gồm cả Cassandra) - Cheilotheca (bao gồm cả Andresia) - Chimaphila - Choristemon - Coccosperma - Codonostigma - Coleanthera | - Comarostaphylis - Conostephium - Corema - Cosmelia - Costera - Craibiodendron (bao gồm cả Nuihonia) - Cyathodes - Cyathopsis - Daboecia - Decatoca - Demosthenesia - Didonica - Dimorphanthera - Diogenesia (bao gồm cả Eleutherostemon) - Diplarche - Disterigma (bao gồm cả Killipiella, Vacciniopsis) - Dracophyllum - Elliottia (bao gồm cả Cladothamnus, Tripetaleia) - Empetrum - Enkianthus - Epacris - Epigaea (bao gồm cả Orphanidesia) - Eremia (bao gồm cả Eremiopsis) - Eremiella - Erica (bao gồm cả Acrostemon, Anomalanthus, Arachnocalyx, Blaeria, Coilostigma, Ericinella, Hexastemon, Mitrastylus, Pentapera, Philippia, Salaxis, Simocheilus, Stokoeanthus, Syndesmanthus, Thamnus) - Gaultheria (bao gồm cả Brossaea, Brossea, Chiogenes, Diplycosia, X Gaulnettya, X Gaulthettya, Pernettya, Pernettyopsis, Tepuia) - Gaylussacia (bao gồm cả Decamerium) - Gonocalyx - Grisebachia - Harrimanella - Hemitomes (bao gồm cả Newberrya) - Kalmia (bao gồm cả Kalmiella, Leiophyllum, Loiseleuria) - Kalmiopsis - X Kalmiothamnus - Lateropora - Lebetanthus - Ledothamnus - Lepterica | - Leucopogon - Leucothoe (bao gồm cả Oreocallis) - Lissanthe - Lyonia (bao gồm cả Desmothamnus, Neopieris, Xolisma) - Lysinema - Macleania - Malea - Melichrus - Menziesia - Mischopleura - Moneses - Monotoca - Monotropa (bao gồm cả Hypopitys) - Monotropastrum (bao gồm cả Eremotropa, Monotropanthum) - Monotropsis (bao gồm cả Schweinitzia) - Mycerinus - Nagelocarpus (bao gồm cả Lagenocarpus) - Needhamiella (bao gồm cả Needhamia) - Notopora - Oligarrhena - Oreanthes - Ornithostaphylos - Orthaea (bao gồm cả Empedoclesia, Findlaya, Lysiclesia) - Orthilia (bao gồm cả Ramischia) - Oxydendrum - Paphia - Pellegrinia - Pentachondra - Phyllodoce - X Phyllothamnus - Pieris (bao gồm cả Ampelothamnus, Arcterica) | - Pityopus - Platycalyx - Pleuricospora - Plutarchia - Polyclita - Prionotes - Psammisia - Pseudogonocalyx - Pterospora - Pyrola - Rhododendron (bao gồm cả Azalea, Ledum, Tsusiophyllum) - Rhodothamnus - Richea - Rupicola - Rusbya - Sarcodes - Satyria - Scyphogyne - Semiramisia - Siphonandra - Sphenotoma - Sphyrospermum (bao gồm cả Sophoclesia) - Sprengelia - Styphelia - Symphysia (bao gồm cả Hornemannia) - Sympieza - Themistoclesia - Therorhodion - Thibaudia (bao gồm cả Eurygania) - Thoracosperma - Trochocarpa - Utleya - Vaccinium (bao gồm cả Neojunghuhnia, Oxycoccus, Rigiolepis) - Woollsia - Zenobia |